# Épinal
Épinal é uma cidade situada no nordeste da França, capital do departamento de Vosges, na região de Grande Leste. A cidade é atravessada pelo rio Mosela.
Épinal é a cidade de nascimento de Émile Durkheim e de Marcel Mauss.

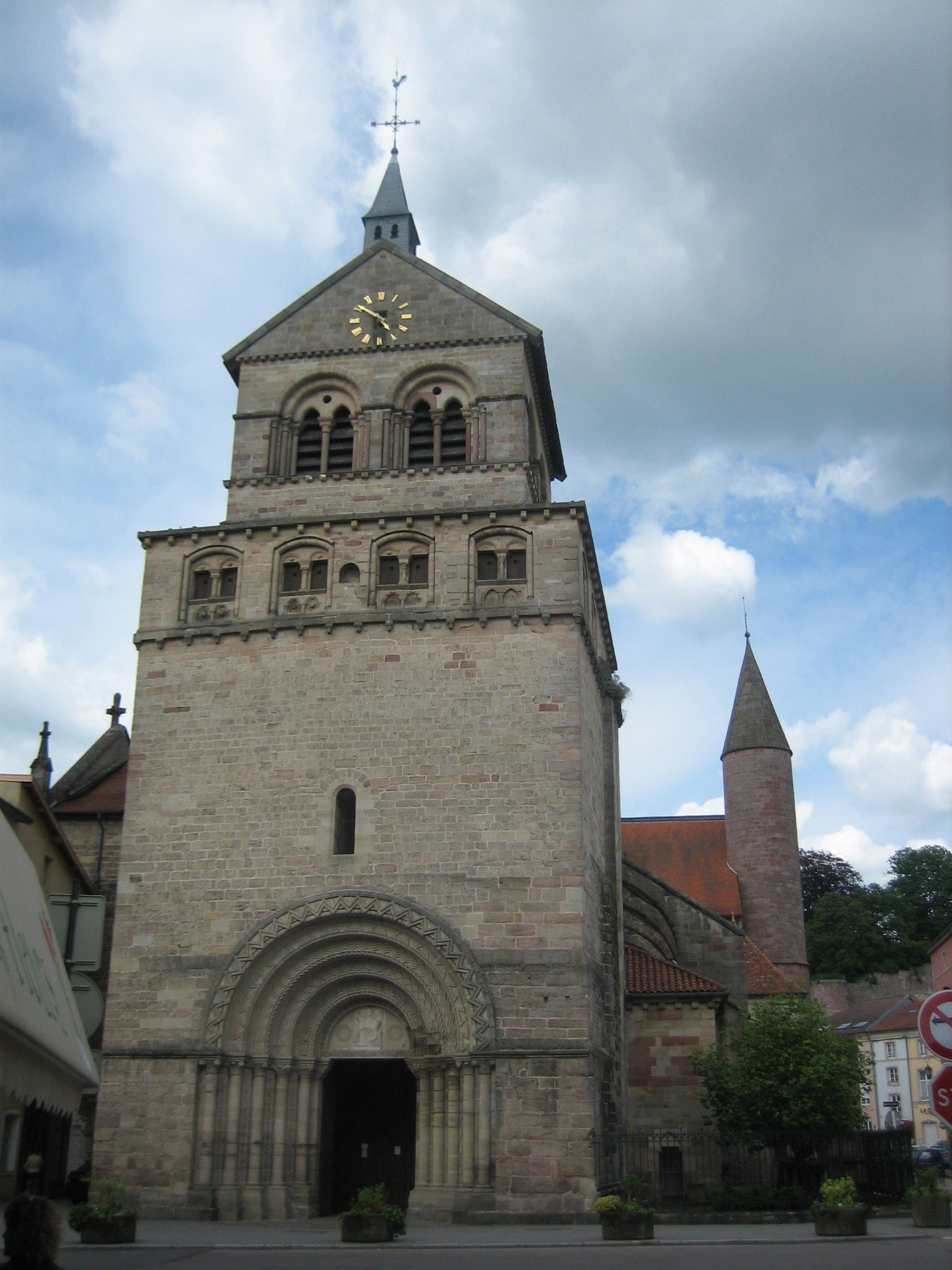
Basílica de São Maurício, Épinal